# Caprichthys gymnura
Caprichthys gymnura är en fiskart som beskrevs av Mcculloch och Waite 1915. Caprichthys gymnura ingår i släktet Caprichthys och familjen Aracanidae. Inga underarter finns listade.